# تحصیل مری
تحصیل مری (به انگلیسی: Murree Tehsil) یک تحصیل در پاکستان است که در ناحیه راولپندی واقع شده‌است. تحصیل مری ۱۷۶٬۴۲۶ نفر جمعیت دارد.